# 陳啟康
陳啟康（Chan Kai Hong，1990年1月22日—），生於香港，是一名的足球員，司職中場。曾效力香港09、傑志、愉園等多支青年軍及香港C隊。現效力香港丙組足球聯賽球隊東昇。

## 外部連結
- HKFA （页面存档备份，存于）
- 香港足球總會網站球員資料 （页面存档备份，存于）
- 愉園網站球員資料 （页面存档备份，存于）